# Myzomela
Myzomela (Dwerghoningeters) is een geslacht van zangvogels uit de familie honingeters (Meliphagidae). Dit geslacht heeft de meeste soorten uit de familie. Er zijn 40 soorten die over een groot verspreidingsgebied voorkomen dat reikt van Indonesië tot Australië en verder in de Grote Oceaan tot op de eilanden van Micronesië en Samoa.
De soorten uit dit geslacht lijken qua formaat en gedrag sterk op zowel de honingzuigers als de kolibries. Ze zijn zeker niet verwant met de kolibries, want dat zijn niet eens zangvogels maar die behoren tot de orde van de apodiformes (w.o. de gierzwaluwen). Ze zijn ook niet zo nauw verwant aan de honingzuigers, want die behoren ze tot een andere superfamilie binnen de zangvogels, de Passeroidea, een clade met ook veel zaadetende vogelsoorten.

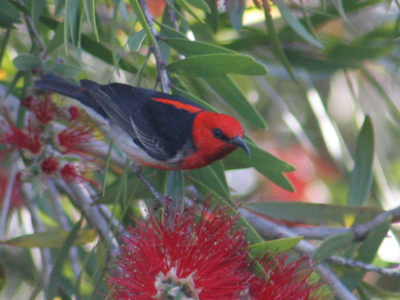
Scharlaken dwerghoningeter
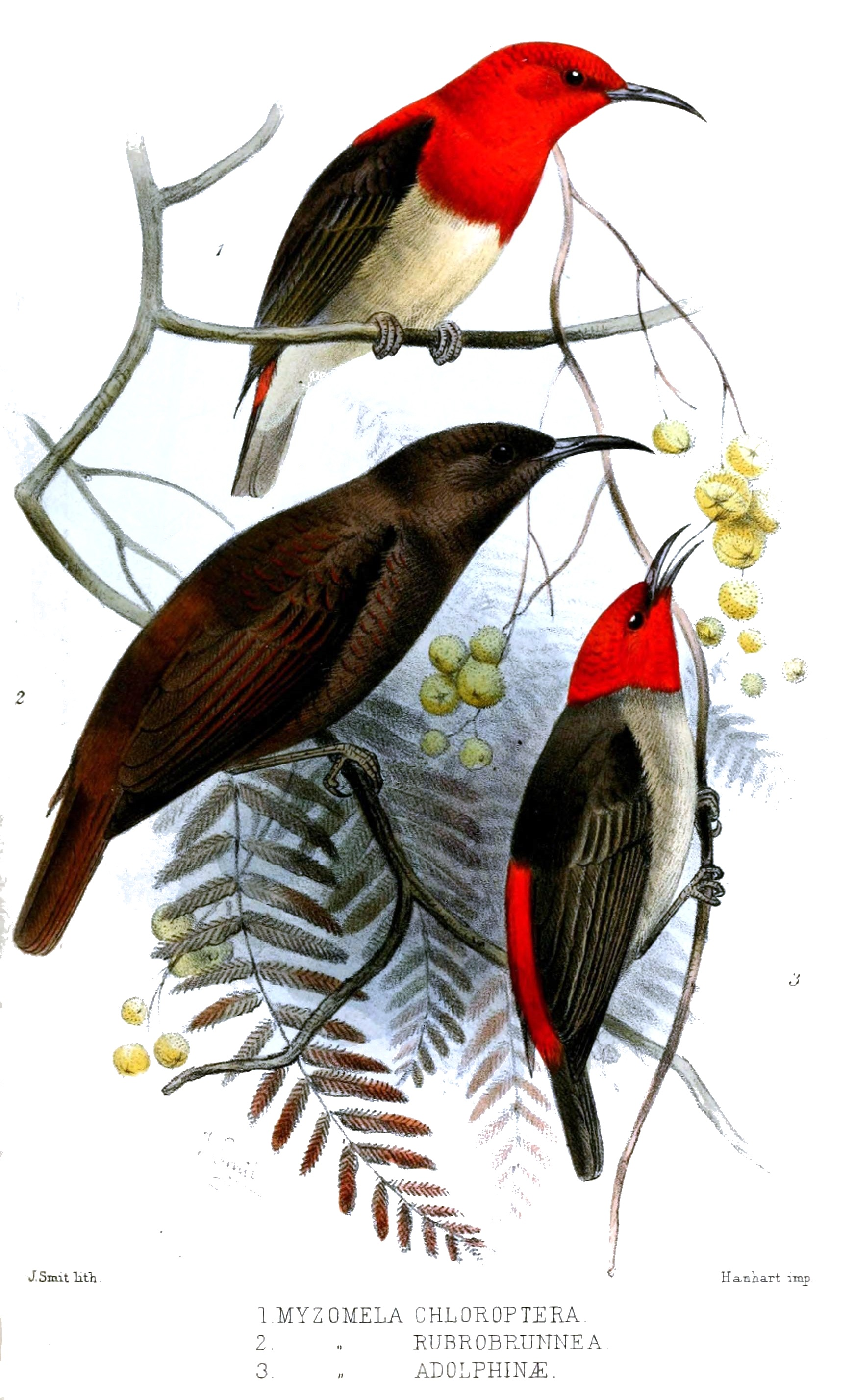
Arfakdwerghoningeter
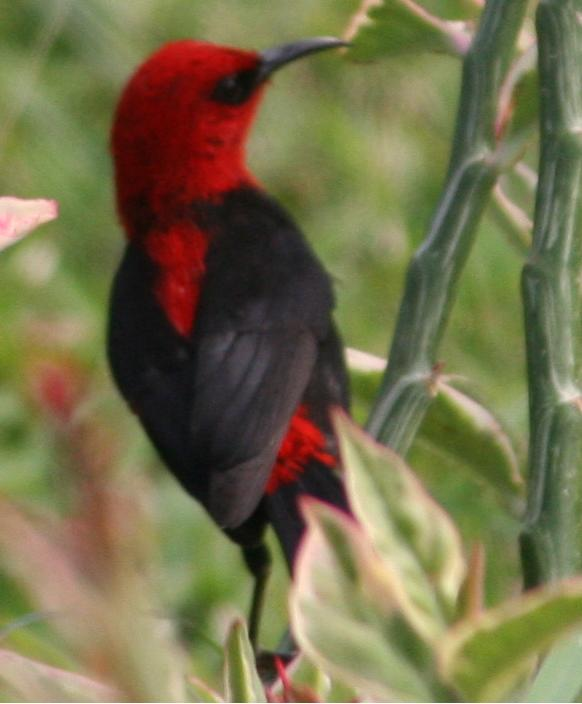
Kardinaaldwerghoning-eter
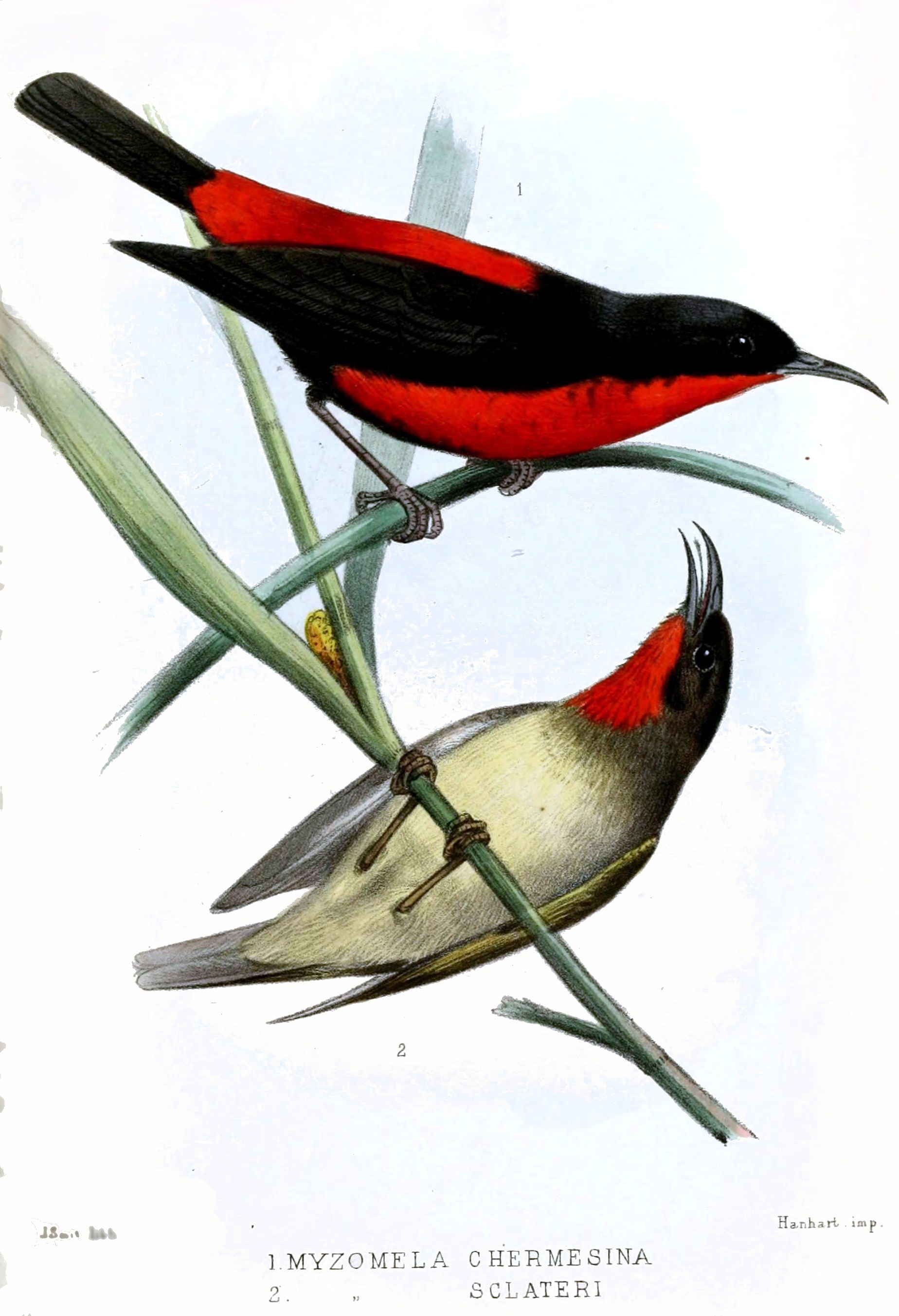
Karmozijndwerghoningeter
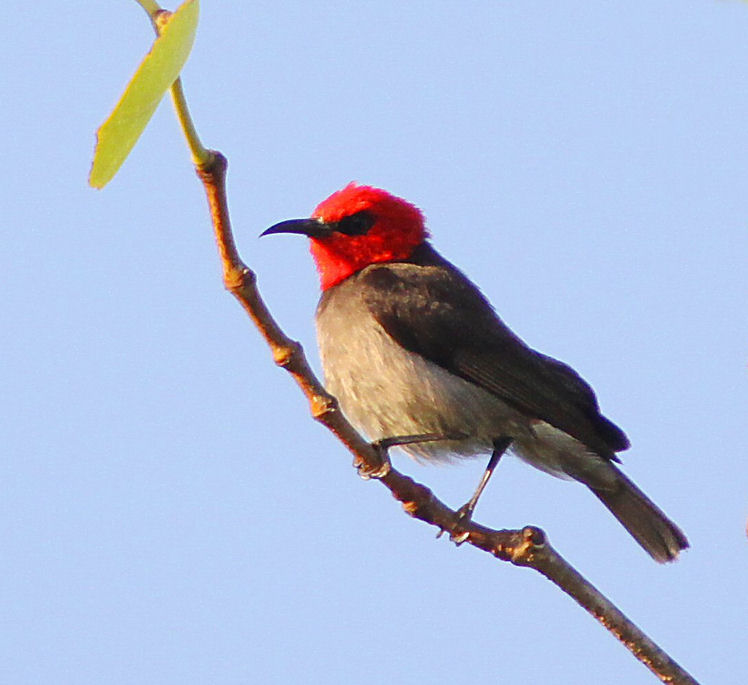
Roodkopdwerghoning-eter
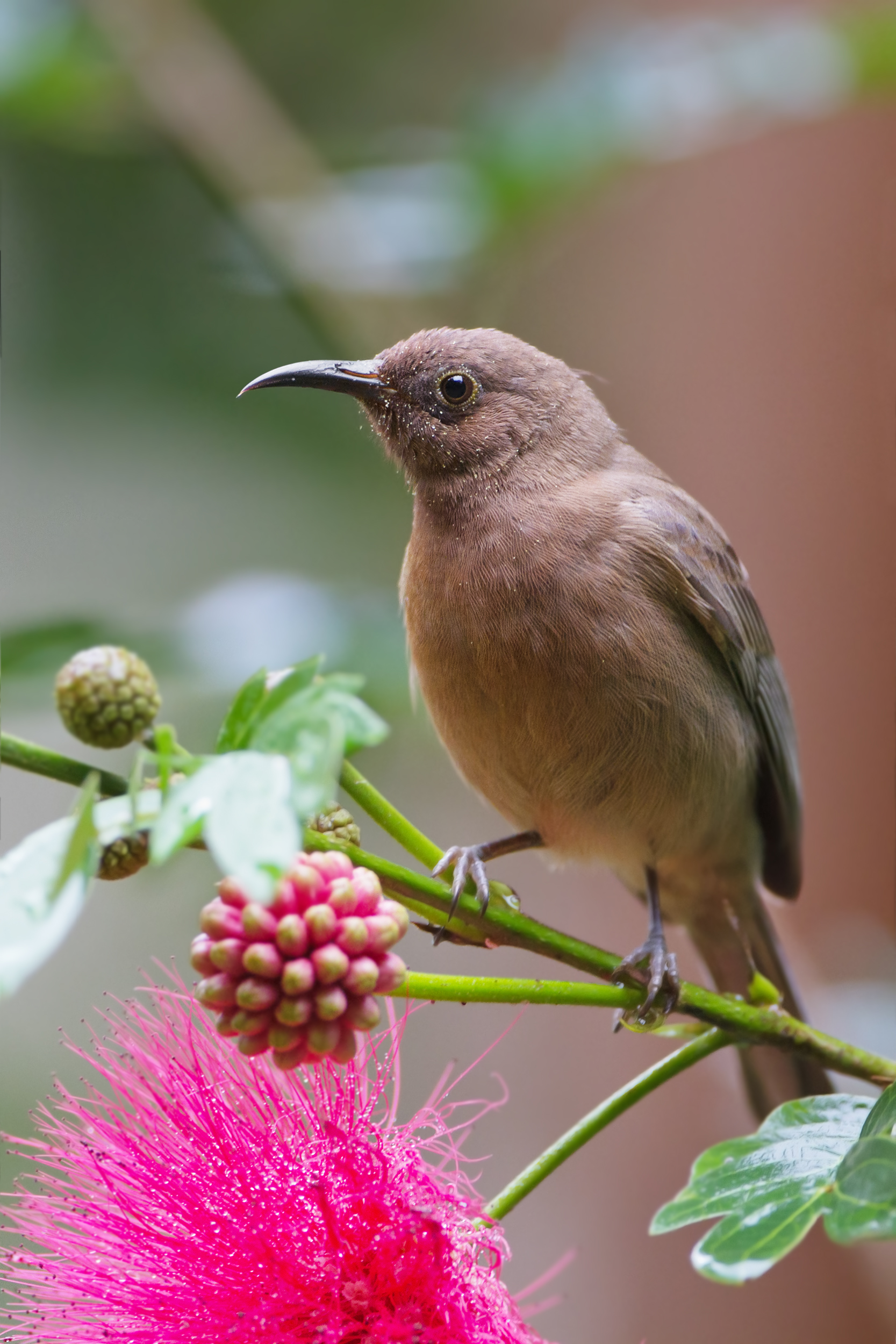
Bruine dwerghoningeter
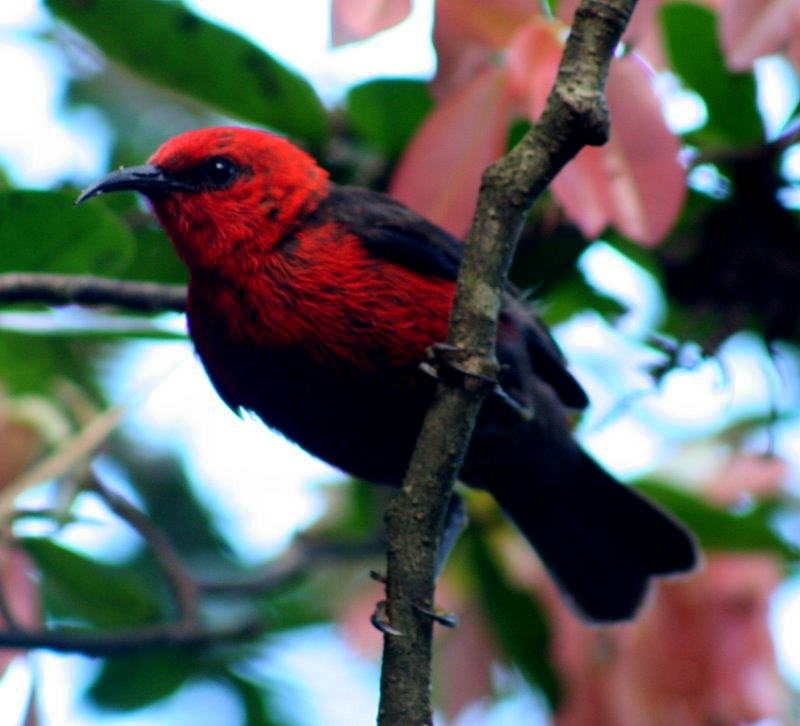
Vuurdwerghoningeter
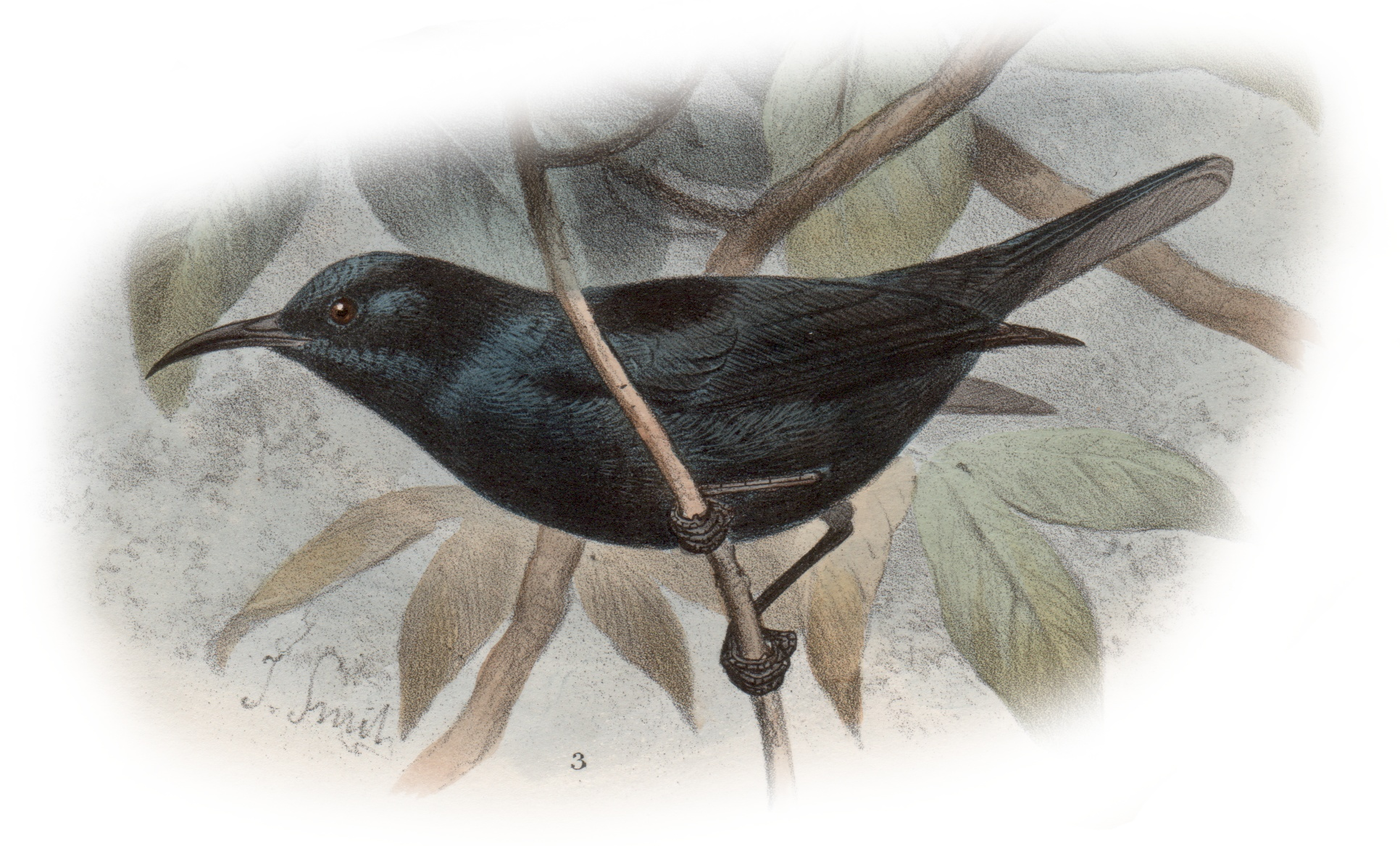
Ebbendwerghoningeter

## Soorten
Het geslacht kent de volgende soorten:
- Myzomela adolphinae  – Arfakdwerghoningeter
- Myzomela albigula  – Witkindwerghoningeter
- Myzomela batjanensis  – Batjandwerghoningeter
- Myzomela blasii  – Ambonese dwerghoningeter
- Myzomela boiei  – Tanimbardwerghoningeter
- Myzomela caledonica  – Nieuw-Caledonische dwerghoningeter
- Myzomela cardinalis  – Kardinaaldwerghoningeter
- Myzomela chermesina  – Karmozijndwerghoningeter
- Myzomela chloroptera  – Sulawesidwerghoningeter
- Myzomela cineracea  – Vale dwerghoningeter
- Myzomela cruentata  – Rode dwerghoningeter
- Myzomela dammermani  – Soembadwerghoningeter
- Myzomela eichhorni  – Roodstuitdwerghoningeter
- Myzomela eques  – Roodkindwerghoningeter
- Myzomela erythrina  – Donkerrode dwerghoningeter
- Myzomela erythrocephala  – Roodkopdwerghoningeter
- Myzomela erythromelas  – Vuurkopdwerghoningeter
- Myzomela irianawidodoae  – Rotidwerghoningeter
- Myzomela jugularis  – Vuurborstdwerghoningeter
- Myzomela kuehni  – Wetardwerghoningeter
- Myzomela lafargei  – Roodnekdwerghoningeter
- Myzomela longirostris  – Goodenoughdwerghoningeter
- Myzomela malaitae  – Malaitadwerghoningeter
- Myzomela melanocephala  – Savodwerghoningeter
- Myzomela nigrita  – Zwarte dwerghoningeter
- Myzomela nigriventris  –Samoadwerghoningeter
- Myzomela obscura  – Bruine dwerghoningeter
- Myzomela pammelaena  – Ebbendwerghoningeter
- Myzomela prawiradilagae  – Alordwerghoningeter
- Myzomela pulchella  – New-Irelanddwerghoningeter
- Myzomela rosenbergii  – Zwartkopdwerghoningeter
- Myzomela rubratra  – Vuurdwerghoningeter
- Myzomela rubrobrunnea  – Biakdwerghoningeter
- Myzomela rubrotincta  – Obidwerghoningeter
- Myzomela sanguinolenta  – Scharlaken dwerghoningeter
- Myzomela sclateri  – Roodkeeldwerghoningeter
- Myzomela simplex  – Vale Molukse dwerghoningeter
- Myzomela tristrami  – Tristrams dwerghoningeter
- Myzomela vulnerata  – Timordwerghoningeter
- Myzomela wahe  – Taliabudwerghoningeter
- Myzomela wakoloensis  – Rode Molukse dwerghoningeter